# James Clement Dunn

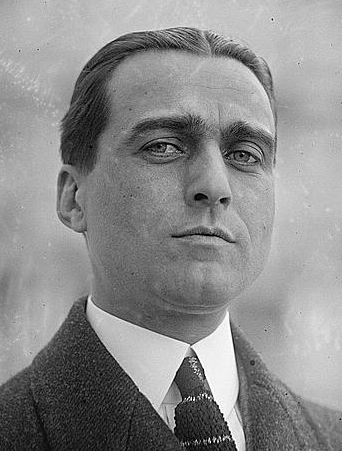
James Clement Dunn (1921)

James Clement Dunn (* 27. Dezember 1890 in Newark, New Jersey; † 10. April 1979 in West Palm Beach, Florida) war ein US-amerikanischer Diplomat, der unter anderem zwischen 1928 und 1930 erster Chef des Protokolls im US-Außenministerium (Chief of Protocol of the United States) war. Er war ferner zwischen 1947 und 1952 Botschafter der Vereinigten Staaten in Italien, von 1952 bis 1953 Botschafter der in Frankreich, von 1953 bis 1955 Botschafter in Spanien sowie zwischen 1955 und 1956 Botschafter in Brasilien. 1956 wurde ihm der Titel Career Ambassador verliehen, der höchste Rang des diplomatischen Dienstes. 

## Leben
James Clement Dunn, Sohn des Bauunternehmers John H. Dunn und dessen Ehefrau Mary E. Dunn, leistete nach dem Kriegseintritt der Vereinigten Staaten in den Ersten Weltkrieg am 6. April 1917 Militärdienst in der US Navy. Im Anschluss trat er in den diplomatischen Dienst und fungierte zwischen 1917 und 1920 als stellvertretender Marineattache an der Gesandtschaft in Haiti sowie von 1920 bis 1922 als Dritter Sekretär an der Botschaft in Spanien. Im Anschluss war er zwischen April 1922 und Februar 1924 als kommissarischer Geschäftsträger (Chargé d’Affaires ad Interim) der Gesandtschaft in Haiti. Nach anderen Verwendungen war er Erster Sekretär an der Botschaft im Vereinigten Königreich. Am 4. Februar 1928 wurde er erster Chef des Protokolls im US-Außenministerium (Chief of Protocol of the United States) und bekleidete dieses Amt bis zum 17. Dezember 1930, woraufhin F. Lammot Belin seine Nachfolge antrat. Er erhielt am 15. Februar 1929 die formelle Amtsbezeichnung Leiter der Abteilung für internationale Konferenzen und Protokoll (Chief of the Division of International Conferences and Protocol). 
Nach einer darauf folgenden Tätigkeit als Berater der Kommission für Haiti-Studien (Commission for the Study of Haiti) löste Dunn am 11. Juni 1933 Warren Delano Robbins wieder als Chief of Protocol of the United States ab und übte diese Funktion bis zum 11. April 1935 aus, woraufhin Richard Southgate sein Nachfolger wurde. Nachdem er anschließend Politischer Berater von Außenminister Cordell Hull war, übernahm er am 20. Dezember 1944 die neu geschaffene Funktion als Leiter der Unterabteilung Europa, Ferner Osten, Naher Osten und Afrika (Assistant Secretary of State for European, Far Eastern, Near Eastern, and African Affairs) bekleidete diesen bis zu Auflösung des Amtes am 11. November 1946. Er wurde bereits am 25. Juli 1946 zum Botschafter der Vereinigten Staaten in Italien ernannt und übergab dort am 6. Februar 1947 als Nachfolger von Alexander Comstock Kirk sein Akkreditierungsschreiben. Diesen Botschafterposten behielt er bis zum 17. März 1952 und wurde danach von Ellsworth Bunker abgelöst.
Am 13. März 1952 wurde James Clement Dunn zum Botschafter der in Frankreich ernannt und übergab dort als Nachfolger von David K. E. Bruce am 27. März 1952 sein Beglaubigungsschreiben. Er hatte dieses Amt bis 2. März 1953 inne, woraufhin C. Douglas Dillon seine dortige Nachfolge antrat. Kurz zuvor wurde er wiederum am 27. Februar 1953 zum Botschafter in Spanien ernannt worden, wo er am 9. April 1953 seine Akkreditierung als Nachfolger von Lincoln MacVeagh übergab. Er verblieb in dieser Funktion bis zum 9. Februar 1955 und wurde danach von John Davis Lodge abgelöst.
Zuletzt wurde Dunn am 24. Januar 1955 zum Botschafter in Brasilien ernannt und überreichte als Nachfolger von James S. Kemper am 11. März 1955 sein Beglaubigungsschreiben. Er bekleidete dieses Amt bis zum 4. Juli 1956, woraufhin Ellis O. Briggs sein dortiger Nachfolger wurde. Am 7. März 1956 wurde ihm der Titel Career Ambassador verliehen, der höchste Rang des diplomatischen Dienstes. Ihm zu Ehren wurde der James Clement Dunn Award for Excellence in Diplomacy benannt, der vom Außenministerium für intellektuelle Fähigkeiten, Führungsqualitäten und persönliche Qualitäten an Diplomaten verliehen wird. Zu den Preisträgern gehörten die späteren Botschafter William Joseph Burns, R. Nicholas Burns, Jeffrey D. Feltman, Carey Cavanaugh und Robert Stephen Ford.
Aus seiner 1914 geschlossenen Ehe mit Mary Augusta Armour ging die Tochter Marianna Armour Dunn (1915–1987) hervor.